# Csalga
A csalga (чалга) egy bolgár könnyűzenei stílus, mely az 1980-as évek végén kezdett kifejlődni. A csalga szó eredete török, a török çalgı (= zene) szóból ered.
Alapja a bolgár népzene és a popzene keveréke, keleti (arab, török és zsidó) elemekkel.
A kommunista Bulgáriában ez a zenei stílus tiltott volt, hivatalosan alacsonyrendű és erkölcstelen zenének számított. Ez idő alatt a bolgár csalga-kedvelők a csalgához hasonló jugoszláv turbofolk zenét hallgatták.
A bulgáriai kommunizmus 1989-es bukása után a csalga virágozni kezdett, háttérbe szorítva Bulgáriában a hagyományos popzenét.